# 大卫·麦克米伦
大卫·麦克米伦（英語：David MacMillan），美国音频工程师。他曾3次获得奥斯卡最佳音响效果奖。自1973年起，他参与了超过70部电影的制作。

## 精选影视作品
- 太空先锋 (1983)[1]
- 生死时速 (1994)[2]
- 阿波罗13号 (1995)[3]